# Palácio Galveias
A Biblioteca Palácio Galveias é uma biblioteca pública municipal localizada em Lisboa e que está instalada no Palácio Galveias, que é considerado um dos mais bonitos palácios nobres de Lisboa do século XVII e um dos melhores exemplos de casa nobre portuguesa seiscentista.
Está localizada na freguesia de Avenidas Novas, diante da Praça de Touros do Campo Pequeno e ao lado da sede da Caixa Geral de Depósitos.

## História
Apesar de actualmente a sua localização ser central em Lisboa, quando foi construído, em meados do século XVII, o Palácio destinou-se a casa de campo dos Marqueses de Távora, permanecendo na família até 1759, data em que foi confiscado pelo Estado no âmbito do célebre processo dos Távoras.
Em 1801 foi adquirido por D. João de Almeida de Melo e Castro, 5.º Conde das Galveias, recebendo na altura obras de restauro. Uns anos mais tarde foi comprado por Braz Simão.
Em 1928 entrou na posse da Câmara Municipal de Lisboa, entidade que aí veio a instalar a biblioteca municipal que ainda aí se encontra.

### Requalificação
A Biblioteca Palácio Galveias encerrou, temporariamente, a partir do dia 2 de março de 2015 para obras de requalificação e ampliação da biblioteca para os pisos superiores.
Esta requalificação permitiu o aumento da área útil da biblioteca, de cerca de 1.336,05 m2 para 2.040,10 m2, assim como transformar a Biblioteca Palácio Galveias numa biblioteca do século XXI, contemplando novas valências e espaços atraentes, acolhedores e estimulantes para toda a comunidade.
O tempo previsto para o encerramento era de 18 meses, pelo que se previa a reabertura em setembro de 2016. 
A maior biblioteca municipal de Lisboa reabriu portas em 10 de junho de 2017 depois de mais de dois anos fechada, com mais serviços para a comunidade.
Com mais 220 lugares sentados, mais 700 m2, salas de estudo com horário alargado, um espaço para crianças, salas polivalentes e de trabalho, com acesso livre à internet e um espaço lounge, depois de um investimento de 2,5 milhões de euros.

## Arquitetura
Perfeitamente simétrico, assenta numa planta em U, de influência francesa, impõe-se pelo rigor do traçado. De notar que a planta em U resulta fechada pela adoção de um muro onde se encontra o portão. Essa solução — com pátio fechado — foi muito procurada durante o século XVII e depressa se generalizou a todo o país. No palácio Galveias as janelas de sacada do pátio ostentam curiosos frontões semicirculares, concheados, de tipo renascentista, e que aparecem também na arquitetura religiosa nos princípios do século XVII.
Do exterior pode-se ver o portão heráldico, ricamente trabalhado, de tipo maneirista, sobre o qual se destacam as armas da cidade de Lisboa. O átrio, ou pátio nobre, formando um quadrado, é uma imponente entrada para este imóvel.
As obras e benefeciações que sofreu, de 1929 a 1931 e posteriormente, alteraram-lhe profundamente o interior — excetuando o átrio — respeitando as linhas exteriores.